# Michal Desenský
Michal Desenský (* 1. březen 1993 Hradec Králové) je český atlet, sprinter. Je členem TJ Sokol Hradec Králové.
Je trojnásobným halovým českým šampionem. Na mezinárodní scéně získal mnoho úspěchů převážně jako člen štafet. Získal také tři první, dvě druhá a jedno třetí místo na mistrovství republiky do 22 let.

## Osobní rekordy

### na otevřené dráze
- 400 m – 46.36, Hodonín 25. 6. 2022
- 4 x 400 m – 3:02.52, Berlín 10. 08. 2018

### v hale
- 400 m	– 46.20, Ostrava 23. 02. 2025
- 4 x 200 m	– 1:26.17, Ostrava 17. 02. 2019
- 4 x 400 m	– 3:04.87, Birmingham	04. 03. 2018